# Фірлюк рудокрилий

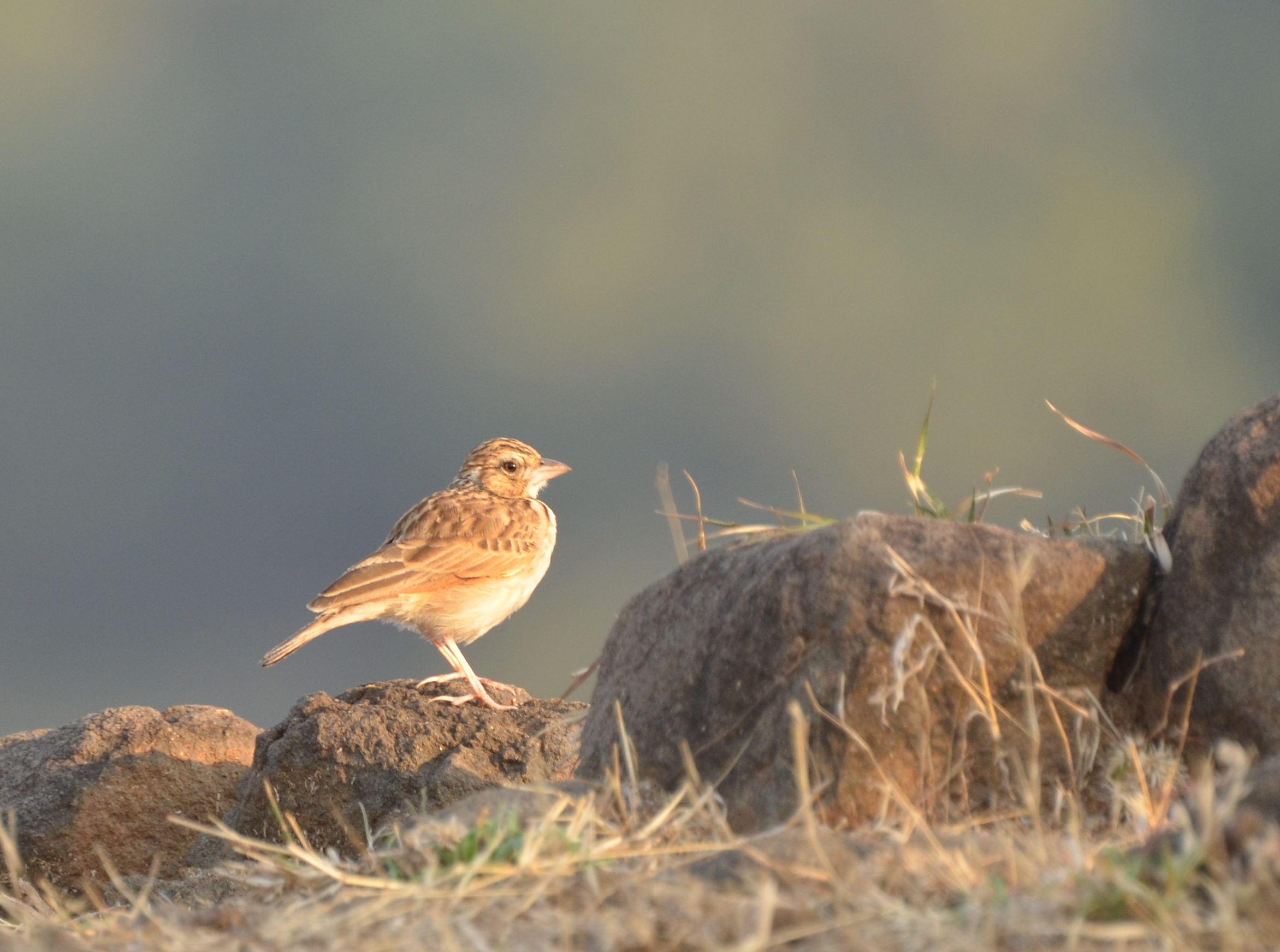
Рудокрилий фірлюк

Фірлюк рудокрилий (Mirafra erythroptera) — вид горобцеподібних птахів родини жайворонкових (Alaudidae). Мешкає в Індії і Пакистані. 

## Опис
Довжина птаха становить 14 см, з яких від 4,6 до 5,6 см припадає на хвіст. Довжина дзьоба становить 1,3-1,5 см. Середня вага становить 21 г. Виду не притаманний статевий диморфізм.
Верхня частина тіла рудувато-коричнева або попелясто-коричнева, поцяткована чорними смужками. Крила рудувато-коричневі. Горло білувате, нижня частина тіла жовтувато-коричнева. Груди поцятковаті темно-коричневими або чорними плямками. Хвіст темно-коричневий. Дзьоб зверху темно-коричневий, знизу жовтувато-роговий. Лапи червоні, очі карі.

## Поширення і екологія
Рудокрилі фірлюки поширені на сході Пакистану та на більшій території Індії. Вони живуть в кам'янистих напівпустелях, подекуди порослих чагарниками, на пустищах і луках, на покинутих полях і пасовиськах.

## Поведінка
Індійські фірлюки харчується насінням і безхребетними. На півночі Індії сезон розмноження триває з квітня по вересень. В кладці 2-4 яйця. Яйця жовтуваті або сіруваті, поцятковані коричнюватими або сірими плямками.